# Pleasant Valley (condado de St. Croix, Wisconsin)
Pleasant Valley es un pueblo ubicado en el condado de St. Croix en el estado estadounidense de Wisconsin. En el Censo de 2010 tenía una población de 515 habitantes y una densidad poblacional de 11,01 personas por km².

## Geografía
Pleasant Valley se encuentra ubicado en las coordenadas 44°54′21″N 92°27′59″O / 44.90583, -92.46639. Según la Oficina del Censo de los Estados Unidos, Pleasant Valley tiene una superficie total de 46.76 km², de la cual 46.76 km² corresponden a tierra firme y (0%) 0 km² es agua.

## Demografía
Según el censo de 2010, había 515 personas residiendo en Pleasant Valley. La densidad de población era de 11,01 hab./km². De los 515 habitantes, Pleasant Valley estaba compuesto por el 94.17% blancos, el 0.78% eran afroamericanos, el 0% eran amerindios, el 0.39% eran asiáticos, el 0% eran isleños del Pacífico, el 3.69% eran de otras razas y el 0.97% pertenecían a dos o más razas. Del total de la población el 5.05% eran hispanos o latinos de cualquier raza.